# Philippe Malivoir
Philippe Malivoir, né le 7 août 1942 à Troyes et mort dans la même ville le 10 mai 2013, est un rameur d'aviron français.

## Biographie
Philippe Malivoir, pensionnaire de la Société Nautique Troyenne, est médaillé d'argent en quatre sans barreur aux 1962 à Lucerne avec André Fevret, Roger Chatelain et Jean-Pierre Drivet puis médaillé de bronze dans la même épreuve aux  Championnats d'Europe d'aviron 1963 à Copenhague. Il termine septième de la finale de huit des Jeux olympiques d'été de 1964 à Tokyo.
Il meurt le 10 mai 2013 des suites d'un accident de la route.

## Palmarès

### Championnats du monde
- 1962 à Lucerne
  -  Médaille d'argent en quatre sans barreur[3]

### Championnats d'Europe
- 1963 à Copenhague
  -  Médaille de bronze en quatre sans barreur